# Warcraft: Halálszárny
A legelső warcraft történetet a sokak által kedvelt Richard A. Knaak írta.

## Története
|  | Alább a cselekmény részletei következnek! |

A történet szerint egy Ronin nevű elítélt mágust követünk végig, akinek a Nagy Tanács, a Kirin Tor, adott egy újabb esélyt. Ronin azt a feladatot kapja, hogy menjen el Eastern Kingdoms Horda uralta területére, és ott szabadítsa ki a sárkánykirálynőt, Alexstraszát, az orkok fogságából. Egy ideig egy tünde segíti, míg elérnek a kikötőig, ahonnan Roninnak hajóval kellene tovább mennie, de a várost elpusztították az ork sárkánylovasok. Törpök segítségével: griffek hátán jut el Léguraföldre. Majd megjelenik Halálszárny, az átkozott fekete sárkány, aki a többi sárkányúr erejét egy korongba, a Démonlélekbe, zárta. A sárkány látszólag a szövetség mellett áll, ám valójában saját önös érdekeit igyekszik elérni. Ronin kiszabadítja a sárkánykirálynőt, és a sárkányurak közös erejével legyőzik a Hordát és Halálszárnyat.
|  | Itt a vége a cselekmény részletezésének! |

## Magyarul
- Halálszárny; nyersford. Vámos Bence, ford. Szántai Zsolt; Szukits, Szeged, 2003 (Warcraft)

## Külső hivatkozások
- Története
- Leírás